# Stig Sundin
Stig Arne Sundin, född 24 juni 1922 i Karlstad, död 27 maj 1990 i Skärholmen, var en svensk målare, tecknare och skulptör. 
Han var son till Albin Sundin och Karin Lagerström och gift med musikdirektören Inga-Lill Wallinder. Sundin började måla för Uno Lindberg i Eskilstuna 1947 och var elev vid Otte Skölds målarskola 1948–1949 och för Hugo Zuhr vid Konsthögskolan 1949–1955 samt med självstudier under resor till Nederländerna, Frankrike, Spanien och Afrika. Han tilldelades ett av Stockholms stads konstnärsstipendier 1963. Separat ställde han ut på Galerie S:t Nikolaus i Stockholm, Lindesberg, Hofors, Malmö och på Lilla Galleriet i Stockholm. Tillsammans med Gunnel Heineman ställde han ut i Östersund och tillsammans med Arvid Wallinder i Nässjö samt tillsammans med Torsten Fridh i Hammarstrand och med Ove Dahlstrand och John Wipp i Karlskoga. Han medverkade i Nationalmuseums utställning Unga tecknare och Liljevalchs Stockholmssalonger samt i samlingsutställningar arrangerade av Jämtlands läns konstförening och Östersunds konstklubb under 1950- och 1960-talen. Hans konst består av landskap ofta i gråskaliga toner. Sundin är representerad på Östersunds museum, Örebro läns landsting  och han var representerad på m/s Gripsholm. Stig Sundin är begravd på Sundre kyrkogård på Gotland.